# Onofre Pires
Onofre Pires da Silveira Canto (Porto Alegre, 25 de setembro de 1799 — Santana do Livramento, 3 de março de 1844) foi um militar brasileiro, um dos líderes da Revolução Farroupilha.

## Biografia
Era filho de Pedro Pires da Silveira Do Canto e de Ana Clara Barbosa de Menezas.
Combateu com o Regimento de Cavalaria de Milícias de Porto Alegre pela integridade do Rio Grande do Sul, nas guerras contra Artigas, em 1816 e 1821, e pela do Brasil, na Guerra Cisplatina (1825 - 1828).
Na Revolução Farroupilha foi dos mais ativos e atuantes coronéis.
Coube a ele comandar as forças que deram início à Revolução Farroupilha na noite de 19 de setembro de 1835, no vitorioso encontro da Ponte da Azenha, que criou condições para a conquista de Porto Alegre em 20 de setembro de 1835, com a entrada nela do líder político-militar da revolução, e seu primo, o coronel Bento Gonçalves.
Em 22 de abril de 1836, num dos episódios mais negros de sua biografia, Onofre Pires derrota em Mostardas os legalistas comandados pelo capitão Francisco Pinto Bandeira, porém ordena o fuzilamento de todos os prisioneiros.
Em outubro de 1836, Onofre Pires foi preso na Batalha do Fanfa, junto com Bento Gonçalves. Foi levado como prisioneiro ao Rio de Janeiro, preso no forte de Santa Cruz, fugiu um ano depois em companhia do capitão José de Almeida Corte Real.
Em 1844, desgastados por tanto tempo de guerra, Bento e Onofre entraram em linha de colisão. A partir daí, Onofre Pires falava abertamente no seio da tropa tudo o que sentia em relação ao primo.
Bento, em carta, pediu que Onofre confirmasse ou não, por escrito, as acusações ofensivas à sua honra feitas em presença de terceiros. Onofre logo respondeu confirmando, abrindo mão de suas imunidades parlamentares e colocando-se à disposição de Bento para um duelo, hipótese desejada por Onofre Pires, que levava grande vantagem por seu porte atlético e por ter dez anos de idade a menos do que Bento (44 contra 54 anos). Bento Gonçalves procurou Onofre Pires e o desafiou para o duelo, que aconteceu no dia 27 de fevereiro de 1844, nas margens do rio Sarandi, em Santana do Livramento. Onofre foi atingido no antebraço direito, fato que interrompeu o duelo.
Onofre Pires morreu quatro dias depois, em consequência de gangrena, e um ano antes do término da Revolução.